# 26 Vulpeculae
26 Vulpeculae, som är stjärnans Flamsteed-beteckning, är en snäv dubbelstjärna belägen i den mellersta delen av stjärnbilden Räven. Den har en  kombinerad skenbar magnitud på ca 6,40 och kräver åtminstone en handkikare för att kunna observeras. Baserat på parallax enligt Gaia Data Release 2 på ca 5,1 mas, beräknas den befinna sig på ett avstånd på ca 644 ljusår (ca 197 parsek) från solen. Den rör sig närmare solen med en heliocentrisk radialhastighet av ca -63 km/s och förväntas kunna ligga på 225 ljusårs avstånd från solen om ca 2,6 miljoner år. 

## Egenskaper
Primärstjärnan 26 Vulpeculae A är en vit jättestjärna av spektralklass A5 III, och misstänks vara en kemiskt ovanlig stjärna. Den har en radie som är ca 4,6 solradier och utsänder ca 80 gånger mera energi än solen från dess fotosfär vid en effektiv temperatur på ca 7 900 K.
26 Vulpeculae är en enkelsidig spektroskopisk dubbelstjärna med en omloppsperiod av 11 dygn och en excentricitet på 0,28.